# ديفيد تودور
ديفيد تودور (بالإنجليزية: David Tudor)‏ هو عازف بيانو وملحن أمريكي، ولد في 20 يناير 1926 في فيلادلفيا في الولايات المتحدة، وتوفي في 13 أغسطس 1996 في نيويورك في الولايات المتحدة.

## وصلات خارجية
- ديفيد تودور على موقع ميوزك برينز (الإنجليزية)
- ديفيد تودور على موقع قاعدة بيانات برودواي على الإنترنت (الإنجليزية)
- ديفيد تودور على موقع إن إن دي بي (الإنجليزية)
- ديفيد تودور على موقع أول ميوزيك (الإنجليزية)
- ديفيد تودور على موقع ديسكوغز (الإنجليزية)